# 豊橋市消防本部

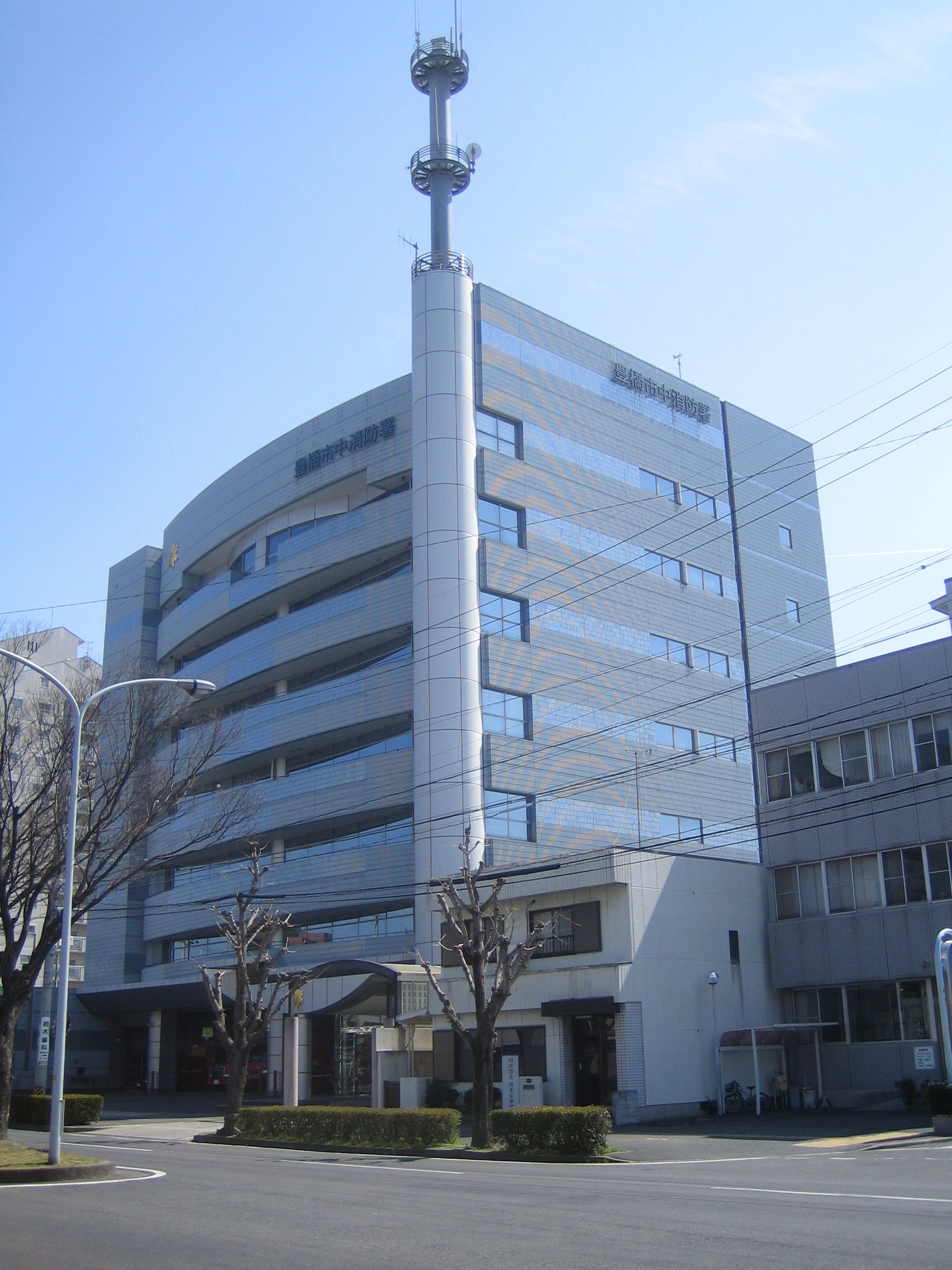
中消防署

豊橋市徽章

豊橋市消防本部（とよはしししょうぼうほんぶ）は、愛知県豊橋市の消防部局（消防本部）。

## 沿革
- 1948年3月7日 豊橋市消防本部及び豊橋市消防署を開設する。
- 1948年9月14日 消防本部庁舎が落成する。
- 1950年1月22日 東部出張所を開設する。
- 1950年5月2日 南部出張所を開設する。
- 1956年8月8日 二川出張所を開設する。
- 1957年7月8日 救急業務を開始する。
- 1966年9月1日 石巻分遣所を開設する。
- 1968年10月1日 前芝分遣所を開設する。
- 1969年1月11日 消防音楽隊が発足する。
- 1969年4月1日 東部出張所・西部出張所が分遣所になる。
- 1969年10月1日 大清水分遣所を開設する。
- 1970年4月1日 前芝分遣所が出張所に昇格する。
- 1973年4月1日 東部分遣所が出張所に昇格する。
- 1976年4月1日 西部分遣所が出張所に昇格する。
- 1977年4月1日 西部出張所が西分署に昇格する。
- 1978年4月1日 東部出張所が東分署に、南部出張所が南分署に昇格する。
- 1980年4月1日 南分署が南消防署（本署）に昇格し、2署体制となる。豊橋市消防署を中消防署に改称する。
- 1980年10月1日 消防本部が移転する。
- 1983年4月1日 石巻分遣所・大清水分遣所が出張所に昇格する。
- 1993年3月5日 高規格救急車を配備し、同月8日より救急救命士が業務を開始する。
- 1993年3月27日 中消防署が移転する。
- 2008年4月1日 中消防署に高度救助隊「アドバンスド・レスキュー・トヨハシ」を設置する。
- 2011年3月11日 東北地方太平洋沖地震に伴う東日本大震災に緊急消防援助隊を派遣した。
- 2014年9月30日 長野県御嶽山噴火災害に緊急消防援助隊を派遣した。

## 組織
- 本部 - 4課（総務課、消防救急課、防災対策課、予防課）
- 2消防署 - 2分署 - 4出張所

## 主力機械
2019年現在（カッコ内は配置状況）
- 消防ポンプ自動車：4（南:1、前芝:1、石巻:1、二川:1）
- 水槽付消防ポンプ自動車：7（中:2、南:1、東:1、石巻:1、二川:1、大清水:1）
- 化学消防ポンプ自動車：3（東:1、西:1、大清水:1）
- はしご付消防自動車：2（中:54m級、南:30m級・先端屈折式）
- 小型動力ポンプ付水槽車：5（中:1、南:1、東:1、西:1、前芝:1）
- 小型動力ポンプ付積載車：1（中:1）
- 指揮車：1（消防本部:1）
- 救助工作車：2（中:Ⅲ型・高度救助隊運用、南:II型）
- 電源車：1（消防本部:1）
- 遠距離送水搬送車：1（石巻:1）
- 広報車（緊急車両）：7（消防本部:4、中:1、南:1）
- 防災業務車：2（中:1、南:1）
- 多目的搬送車：1（東:1）
- 災害対策多目的搬送車：1（大清水:1）
- 多目的車：1（南:1）
- 拠点機能形成車：1（中:1・総務省消防庁より貸与）
- 高規格救急自動車：10（中:2、南:2、東:1、西:1、前芝:1、石巻:1、二川:1、大清水:1）＜予備車の1台は市民病院にて特別救急隊を編成している＞
- 広報車：4（消防本部:3、中:1）
- 査察車：9（中:1、南:2、東:1、西:1、前芝:1、石巻:1、二川:1、大清水:1）
- 起震車：1（消防本部:1）

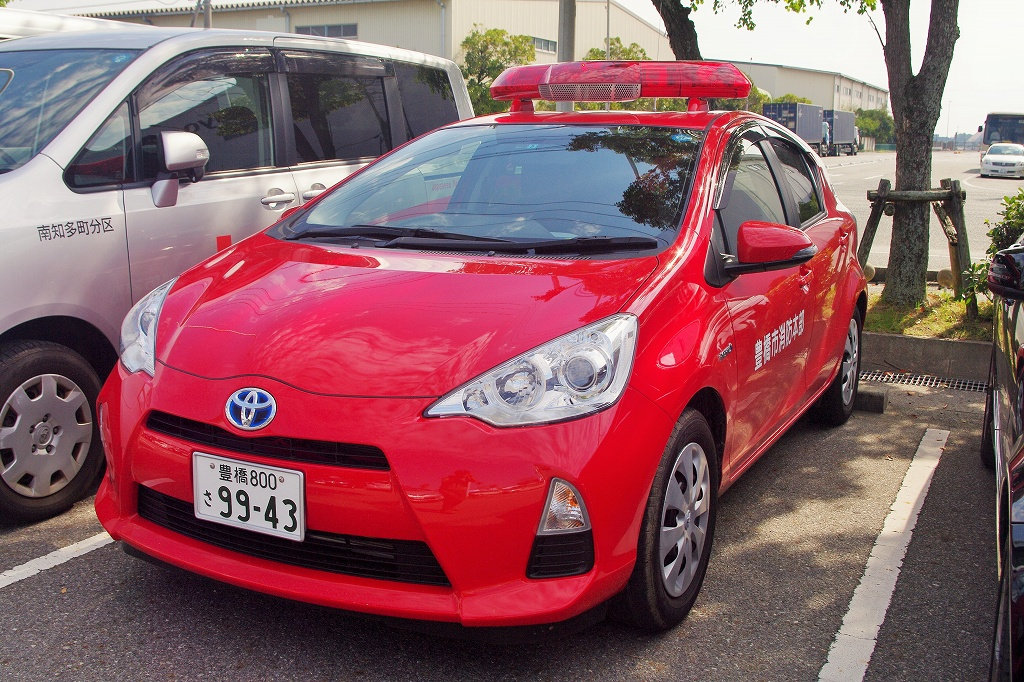
広報車

## 消防署
| 消防署   | 住所            | 分署                | 出張所                                             |
| -------- | --------------- | ------------------- | -------------------------------------------------- |
| 中消防署 | 東松山町23      | 東：中岩田二丁目7-4 | 前芝：日色野町字新切31-3 石巻：石巻本町字野添136   |
| 南消防署 | 曙町字南松原118 | 西：東脇一丁目1-8   | 二川：二川町字道賢田46-3 大清水：大清水町字娵田5-3 |

## 不祥事
- 2020年9月 - 南消防署西分署の男性消防士（26歳）が、9月2日、豊川市の路上で女性に軽乗用車を衝突させた後、女性をボンネットにのせたまま車を走らせ、約2週間のけがを負わせた。入浴中だった女性の娘を盗撮したのを見つかり、逃げようとした際、女性が車の前に立ちふさがったという。9月23日、名古屋地方検察庁豊橋支部は男性消防士を傷害罪で名古屋地方裁判所豊橋支部に起訴した[1]。